# Trans-Nya Guineaspråk

Trans-Nya Guineaspråk i turkos (enligt Usher).

Trans-Nya Guineaspråk är en språkfamilj som hör till papuaspråken. Familjen är den största inom papuaspråken, och cirka 20 procent av öns befolkning talar språk som hör till denna språkfamilj. Det exakta antal talare eller antal språk är okänt eftersom förhållandena inom språkfamiljen och mellan enskilda språk är osäkert..
För första gången dokumenterades språkfamiljen på 1970-talet.
Enligt Glottolog finns det 316 språk i det så kallade  kärnfamiljen. De här språken delas vidare till tio undergrupper:
- Madangspråk
- Finisterre–huon-språk
- Centralväst Nya Guineaspråk
- Kainantu–goroka-språk
- Chimbu–wahgi-språk
- Enangspråk
- Danispråk
- Guhu–Oro-språk
- Mekspråk
- Painaisjöarspråk